# The King of Fighters XII
The King of Fighters XII (abbreviato anche KOF XII) è il dodicesimo capitolo della nota serie di picchiaduro The King of Fighters la cui pubblicazione è avvenuta nell'estate del 2009 in Giappone e il cui approdo per il mercato europeo è avvenuto nel mese di settembre dello stesso anno.

## Sviluppo
La SNK Playmore ha annunciato che il franchise abbandona la piattaforma arcade Atomiswave per approdare sulla Taito Type X2. In occasione di questa nuova iterazione del franchise gli sprites delle vecchie edizioni verranno accantonati in favore di nuovi ad alta definizione: questi, esattamente come i fondali e tutto il resto del gioco sono interamente disegnati a mano, non vi è alcuna forma di cel-shading nel gioco.
Le versioni per Xbox 360 e PlayStation 3 non saranno conversioni dirette della versione arcade ma saranno versioni parallele in quanto tutte e tre le versioni sono state sviluppate contemporaneamente. L'idea di una eventuale versione per PlayStation 2 è stata bocciata subito dai programmatori a causa delle insufficienti capacità della macchina.

## Caratteristiche
Il gioco ha personaggi completamente ridisegnati da zero da un team di 10 persone che ha lavorato su ogni singolo personaggio per circa 16/17 mesi. Ogni personaggio ha animazioni a circa 30 frame per secondo per un totale di frame per personaggio variabile tra i 400 e i 600 frame. Il gioco potrà usufruire di costumi di quattro colori per ogni personaggio e di due musiche per ogni scenario; il titolo sarà inoltre scollegato nella trama dei capitoli classici.

## Modalità di gioco
Il gioco si baserà sulla classica modalità Arcade, sulla modalità Pratica e, contrariamente a quanto inizialmente annunciato, a diverse modalità di gioco online; per queste ultime il numero dei partecipanti sarà il medesimo per entrambe le console.
Sarà inoltre possibile sbloccare giocando degli artwork visionabili in un'apposita sezione "Art Gallery".

## Personaggi
In occasione di questo nuovo capitolo è stata annunciata la presenza di 20 personaggi, il numero più basso dalla nascita della serie.

Il gioco non presenta squadre ma è una sorta di team edito per cui possono considerarsi tutte entrate singole che il giocatore o il sistema affiancherà a propria scelta.
Esse sono :
- Ash Crimson
- Athena Asamiya
- Benimaru Nikaido
- Clark Still
- Goro Daimon
- Iori Yagami
- Kim Kaphwan
- Kyo Kusanagi
- Leona Heidern
- Raiden
- Ralf Jones
- Robert García
- Ryo Sakazaki
- Shen Woo
- Terry Bogard
- Andy Bogard
- Joe Higashi
- Dou Lon
- Sie Kensou
- Chin Gensai

È stato annunciato che ci saranno dei personaggi aggiuntivi nella versione casalinga. Suddetti personaggi sono stati inclusi anche in una seconda versione della versione arcade del gioco che è stata distribuita nel dicembre 2009. Gli unici personaggi ufficializzati sono stati:
- Elisabeth Blanctorche
- Mature